# Thường trú
Theo quy định pháp luật của Việt Nam tại Luật cư trú 2006 (sẽ được thay thế bởi Luật Cư trú 2020 từ ngày 01/7/2021 ) thì Nơi thường trú là nơi công dân sinh sống thường xuyên, ổn định, không có thời hạn tại một chỗ ở nhất định và đã đăng ký thường trú. Và kết quả của việc đăng ký thường trú là Sổ hộ khẩu (hoặc ghi tên vào sổ hộ khẩu).

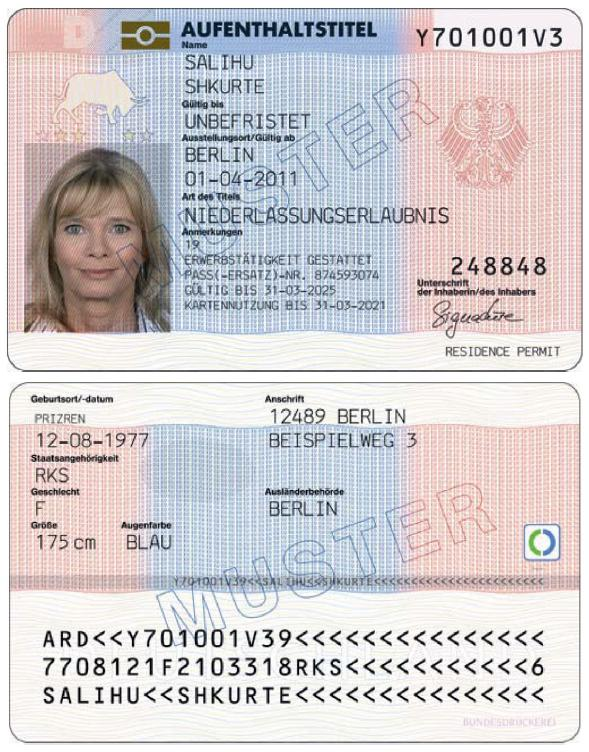
Mẫu giấy phép cư trú tại Đức từ ngày 1/9/2011

Theo nhiều quốc gia khác trên thế giới, thường trú là tình trạng cư trú của một người tại một quốc gia mà họ không phải là công dân. Điều này có thể xảy ra trong một khoảng thời gian không xác định. Một người có tình trạng như vậy được gọi là người thường trú (hoặc thường trú nhân) .
Nơi cư trú thường trực tự nó là khác biệt với quyền cư trú (Right of abode), điều này ngăn cản việc kiểm soát nhập cư đối với những người như vậy. Người có hộ khẩu thường trú vẫn cần kiểm soát nhập cư nếu họ không có quyền cư trú. Tuy nhiên, quyền cư trú thường được tự động đảm bảo cho người thường trú. Trong hầu hết các trường hợp tình trạng này cũng cho phép họ được làm việc.
Quyền của thường trú được hưởng tùy thuộc vào quy định trong luật pháp từng nước, và  có thể rất khác nhau.
Các quốc gia thuộc Liên minh Châu Âu đều có cơ sở để ai đó trở thành thường trú nhân, vì luật pháp EU cho phép công dân một quốc gia EU chuyển đến một quốc gia EU khác để có được tư cách thường trú nhân sau 5 năm. Liên minh châu Âu cũng đặt ra quyền thường trú cho các công dân nước thứ ba cư trú dài hạn theo chỉ thị (2003/109/EC). Một cách tiếp cận mới lạ là việc trao quyền qua biên giới quốc gia của các quốc gia tuân thủ chỉ thị.